# Hyper Sports
Hyper Sports fue un videojuego arcade desarrollado por Konami en 1984 como secuela del exitoso Track & Field lanzado por la misma firma durante el año anterior.
Aunque no alcanzó las cuotas de popularidad de su antecesor, fue un videojuego deportivo de referencia con una gran nivel de aceptación.
En el junio de 2018, Konami anuncia en el nuevo juego, Hyper Sports R para Nintendo Switch.

## Pruebas disponibles
En "Hyper Sports" se puede jugar a siete eventos:
- Natación: Nadar rápidamente pulsando los botones y respirando en el momento oportuno.
- Tiro al plato: Disparar a izquierda y derecha pulsando los botones.
- Salto de potro: Saltar en el momento oportuno en el potro y realizar giros presionando los botones.
- Tiro con arco: Conseguir una cierta puntuación de clasificación disparando a una diana en movimiento.
- Triple salto: Correr rápidamente pulsando los botones y realizar un triple salto.
- Levantamiento de peso: Levantar mediante pulsaciones simultáneas un peso que nos permita clasificarnos.
- Salto con pértiga: Correr y alcanzar cierta altura con la pértiga.

- Datos: Q532200